# Francesco Salesio Della Volpe
Francesco Salesio Della Volpe (né le 24 décembre 1844 à Ravenne et mort le 5 novembre 1916 à Rome) est un cardinal italien du XIXe siècle et du début du XXe siècle.

## Biographie
Francesco Salesio Della Volpe exerce des fonctions au sein de la Curie romaine, notamment à la Congrégation des indulgences et des reliques et comme préfet de la maison du pape.
Le pape Léon XIII le crée cardinal in pectore lors du consistoire du 18 juin 1899. Sa  création est publiée le 15 avril 1901. Le cardinal est préfet de l'économie de la Congrégation pour la Propaganda Fide.
Il participe au conclave de 1903, lors duquel Pie X est élu. Della Volpe est préfet des archives secrètes du Vatican et préfet de la Congrégation de l'Index. Il est camerlingue de la Sainte Église romaine entre 1914 et 1916 et participe au conclave de 1914 (élection de Benoît XV). C'est lui qui couronne le nouveau pape le 6 septembre 1914.

Armoiries à titre de camerlinge.

## Sources
- Fiche  sur le site fiu.edu